# Injektování paketů
Injektování paketů je termín užívaný u počítačových sítí, který odkazuje na posílání paketů na síti do již vytvořených spojení, obvykle účastníkem, který se jinak daného spojení neúčastní. Toho se docílí tzv. Packet crafting. V závislosti na použitém síťovém mediu nebo operačním systému, injektování paketů může být proveden použitím raw socketů, volaní funkce NDIS nebo přímým přístupem do síťového adaptéru (Kernel mode). Někdy je použito IP spoofing.

## Software
Populární aplikace injektující pakety pro bezdrátové sítě je aireplay-ng, která je součást balíčku aircrack-ng.
Jiné injektory paketů jsou Nemesis, Ostinato, pcap, Winsock, Void11, CommView for WiFi Packet Generator, file2air, AirJack, and libradiate.